# Les Chercheurs de la Wallonie
 (août 2024).
Les Chercheurs de la Wallonie est le nom d'une association belge œuvrant dans les domaines de l'archéologie (le plus souvent préhistorique), de la spéléologie, de la biospéologie, de la géologie et de la minéralogie.
Elle publie le Bulletin de la société royale belge d'études géologiques et archéologiques, en abrégé (BCW), revue scientifique annuelle dont l'intégralité des parutions est consultable au Centre de documentation des Chercheurs de la Wallonie, au Préhistomuseum (siège social de l'association). Plus de 1 040 articles ont été publiés à ce jour (2018).

## Histoire
L'association est née en 1907, à la suite de l'exploration par Ernest Doudou et Arthur Vandebosch, de la Grotte de Rosée, située sur le territoire d'Engis, et dont Ernest Van den Broeck fit la présentation à Paris.
Des chercheurs wallons estiment alors nécessaire de se grouper en une société dont les buts principaux sont l'étude des grottes dans la région, tant au point de vue de la spéléologie que de la préhistoire et la diffusion de ces sciences ; ils fondent l'association intitulée Les Chercheurs de la Wallonie: Société belge de Spéléologie et de Préhistoire avec Sections de Vulgarisation scientifique et Belles Lettres dont le siège social est établi à Seraing. 
En 1911, l'intitulé est transformé en Société Belge d'Études Géologiques et Archéologiques « Les Chercheurs de la Wallonie » ; les membres commencent l’exploration de la grotte de Ramioul dont la fouille, la protection et l'exploration touristique va mobiliser les Chercheurs pendant dix ans. En 1919, l’objectif de créer à Seraing un Musée d'Histoire naturelle et d'Archéologie, avec une section réservée à la société, est atteint. Le musée se trouve à la bibliothèque centrale ; il va déménager en 1926 dans un ancien lycée (place Saint-Éloy).
Les Chercheurs de la Wallonie installent en 1931 leur bibliothèque et une partie des collections qui se sont fortement agrandies dans une ancienne forge de Ramioul. Au début de la Seconde Guerre mondiale, la partie des collections restée à Seraing est dissimulée dans des urnes électorales cachées par les cendres de la chaufferie du lycée. Elle rejoint le reste des collections en 1946 à Ramioul où les bâtiments sont progressivement agrandis mais vont continuer à se révéler trop exigus.
En 1970, une propriété située près de la grotte de Ramioul et achetée par l'Administration Communale d'Ivoz-Ramet et le Ministère de la Culture française, Service du Patrimoine culturel, est mise à la disposition des Chercheurs. En 1986, le Préhistomuseum est inauguré et abrite les collections.
L'action des Chercheurs de la Wallonie a permis, notamment, la poursuite de fouilles un peu partout en Wallonie, le classement de la Grotte de Ramioul et des Grottes Lyell et de Rosée dont l’association est devenue propriétaire, la création d'un laboratoire de biologie souterraine unique en Belgique, la conservation des exceptionnelles collections de cavernicoles de leur membre François Delhez et de sa bibliothèque spécialisée, la découverte de la grotte Nicole.

## Le Bulletin

### Notice catalographique
- Bulletin de la société royale belge d'études géologiques et archéologiques. Les Chercheurs de la Wallonie, comité de rédaction : Marguerite Ulrix-Closset, Jules Haeck, tome 1, 1907, Flémalle, Société Royale Belge d'Études Géologiques et Archéologiques.

### Liste des tomes
- 1907 : Premier tome (32 p.) dont une partie est consacrée à la littérature.
- 1908 : Tome II.
- 1909 : Tome III : création de nouvelles rubriques (activités de la Société).
- 1911 : Le tome IV est un compte-rendu des recherches et études effectuées au cours des années 1910-1911. La partie littéraire est supprimée.
- 1912 : Tome V : Publication d'excursions, de prospections, de fouilles et de trente conférences.
- 1922 : Tome VI : Étude sur la grotte de Ramioul.
- 1924 : Tome VII : La Société compte 110 membres. Elle prend une part active à la session de Tongres du Congrès de la Fédération des Sociétés d'Histoire et d'Archéologie, où elle défend une thèse sur l'origine néolithique de la poterie.
- 1926 : Le Tome VIII rend compte de la création d'un musée de paléontologie et de préhistoire à Seraing.
- 1929 : Tome IX. La Société compte 176 membres.
- 1931 : Le Tome X contient 24 études dont l'une se rapporte à la découverte de l'important gisement paléolithique d'Engihoul (Engis).
- 1932 : La Société devient Société royale, change de nom et la publication s'intitule encore de nos jours : Bulletin de la Société royale belge d'Études géologiques et archéologiques : Les Chercheurs de la Wallonie.
- 1933 : Tome XI.
- 1936 : Tome XII.
- 1939 : Le Tome XIII contient parmi 25 études un article important sur le gisement moustérien d'Otrange.
- 1949 : Tome XIV.
- 1953 : Le Tome XV est un volume de plus de 600 pages avec de nombreuses illustrations. Denis Peyrony, l'abbé Henri Breuil, le professeur Louis-René Nougier et de nombreux collègues belges y collaborent.
- 1957 : Tome XVI.

Au fil des années, la publication devient régulière (un tome tous les deux ans). Le contenu des articles est plus complet et plus précis. Les illustrations sont mieux développées. Des rubriques sont abandonnées en 1965. Le professeur Marcel Otte collabore au Bulletin depuis 1982.
- 1985 : Le Conseil d'administration de la Société décide de publier chaque année un tome de 150 à 200 pages, s'adaptant le plus possible à l'actualité.
- 1991 : Le Bulletin passe au format A4.

En 2005 est publié pour la première fois un numéro hors-série, consacré à l'histoire et aux techniques de fabrication d'arcs et de flèches.
- 2007 : Tome XLVI : « tome du centenaire », est publié avec un timbre-poste privé commémoratif en encart.
- 2008 : Tome XLVII : Analyse géographique d'une voie romaine. La section d'Arlon à Tongres, rédigé par Christophe Breuer en association avec le Groupe de Recherches Aériennes du Sud Belge ASBL et Musée d'Autelbas.
- 2009 : Tome XLVIII.
- 2010 : En hommage à Louis Pirnay, Chercheur de la Wallonie et membre fondateur du Centre d'Étude des Techniques et de Recherche Expérimentale en Préhistoire (CETREP), le second numéro hors-série lui est dédié. Les articles traitent d'archéologie expérimentale en Préhistoire.
- 2011 : En hommage à Jean-Marie Hubart, Chercheur de la Wallonie, spéléologue et biospéologue, le troisième numéro hors-série est dédié à sa mémoire. Les articles traitent de géologie et de biospéologie, particulièrement autour de la Grotte de Ramioul. En hommage à Marguerite Ulrix-Closset, Chercheur de la Wallonie, archéologue et préhistorienne liégeoise, le quatrième numéro hors-série est publié la même année, conjointement avec la collection ERAUL no 128 de l'Université de Liège. Les articles traitent de l'état des connaissances relatives au Paléolithique moyen belge.
- 2013 : Tome XLIX : Hommage spécial à Jules Haeck, archéologue amateur et Président des Chercheurs de la Wallonie.
- 2014 : Tome L (pour l'année 2012) : un numéro spécial publié sous la direction conjointe de Fabienne Vilvorder et d'Erika Weinkauf, consacré aux fouilles de la villa romaine de Grâce-Hollogne à Velroux. Cette campagne de fouilles (2004-2005) est établie dans la zone d'extension de Liège/Bierset.
- 2014 : Tome LI (pour 2013-2014).

### Modifications apportées à la revue (1907-1991)

#### Titre
- En 1907 : Les Chercheurs de la Wallonie : Société belge de Spéléologie et d'Archéologie avec Section de Vulgarisation et Belles Lettres
- En 1911 : Société belge d'Études géologiques et archéologiques: Les Chercheurs de la Wallonie
- En 1932 : Bulletin de la Société royale belge d'Études géologiques et archéologiques Les Chercheurs de la Wallonie

#### Format
- En 1907 : 24 cm
- En 1922 : 21 cm
- En 1991 : A4

#### Couverture
La présentation de la couverture a changé quatre fois depuis la création du Bulletin.

### Diffusion
La publication varie entre 200 et 250 exemplaires par numéro.

### Comité de rédaction duBulletin
Le comité de rédaction est formé de Grégory Abrams, Fernand Collin, Michel Dethier, Camille Ek, Philippe Gémis, Jean Grimbérieux, Anne Hauzeur, Cécile Jungels, Christian Lepers, Philippe Pirson, Michel Toussaint et Sébastien Votquenne[réf. nécessaire].

#### Numéros hors-série
- no 1 : Christian Lepers, Arcs et flèches : Histoire et savoir-faire, 2005, 220 p.
- no 2 : Collectif, L'homme et la recherche : Mélanges Louis Pirnay, 2010, 110 p.
- no 3 : Collectif, Hommage à Jean-Marie Hubart, 2011, 134 p.
- no 4 : Collectif, Le Paléolithique moyen en Belgique : Mélanges Marguerite Ulrix-Closset, 2011, 418 p.
- no 5 : Michel Toussaint, Les monuments mégalithiques de Wéris et de Wallonie : Le message des cartes postales, 2020, 100 p.

#### Autres publications
- 1910-1911 : Statuts et liste des membres
- 1914 : Fascicule spécial. La Grotte de Ramioul
- 1916 : Fascicule spécial
- 1921 : La Grotte de Ramioul (extrait)
- 1930 : La Grotte de Ramioul. Notice de vulgarisation éditée par la Société
- 1976 : Le musée de Ramioul. Notice explicative à l'usage des visiteurs
- 1984 : Ramet - Ramioul. Promenade à la recherche d'un terroir (en coll. avec la CHF)
- 1988 : Le petit musée portatif de la Préhistoire en Wallonie. Catalogue du Musée de la Préhistoire en Wallonie à Ramioul
- 1999 : La Grotte Préhistorique de Ramioul. Brochure éducative